# Ère Tengyō
L'ère Tengyō (en japonais : 天慶) est une des ères du Japon (年号, nengō, littéralement « le nom de l'année ») suivant l'Ère Jōhei et précédant l'Ère Tenryaku. Elle s'étend de 938 à 947. Les empereurs régnants étaient Suzaku-tennō (朱雀天皇) et Murakami-tennō (村上天皇).

## Changement de l'ère
L'ère Tengyō a été proclamée lors de la huitième année de Jōhei (938).

## Événements de l'ère Tengyō
- Tengyō gannen (天慶元年) ou Tengyō 1 (938)
- Tengyō no Ran (« guerre de l'ère Tengyō ») provoquée par la rébellion de Taira no Masakado (décapité en 940)